# صموئيل ألابي
صموئيل ألابي (بالإنجليزية: Samuel Alabi)‏ هو لاعب كرة قدم غاني، ولد في 6 مايو 2000 في غانا.

## وصلات خارجية
- صموئيل ألابي على موقع قاعدة بيانات كرة القدم.إي يو (الإنجليزية)
- صموئيل ألابي على موقع Soccerway.com (الإنجليزية)
- صموئيل ألابي على موقع عالم كرة القدم.نت (الإنجليزية)